# Cytherelloidea leonensis
Cytherelloidea leonensis is een mosselkreeftjessoort uit de familie van de Cytherellidae. De wetenschappelijke naam van de soort is voor het eerst geldig gepubliceerd in 1934 door Howe.